# سیارک ۱۷۶۴۵
سیارک ۱۷۶۴۵ (به انگلیسی: 17645 Inarimori، نامگذاری:1996TR14)۱۷۶۴۵مین سیارک کشف شده‌است که در ۰۹ اکتبر ۱۹۹۶ کشف شد.